# تاكيدا شين-غن
تاكيدا شين-غن (武田 信玄) عاش (1521-1573 م): من كبار القادة العسكريين الذين عرفتهم بلاد اليابان، يعتبره المؤرخون رابع الشخصيات اليابانية المهمة (للفترة نفسها) مع الثلاثة الكبار «أودا نوبوناغا» (織田 信長)، «تويوتومي هيده-يوشي» (豊臣秀吉) و«توكوغاوا إيئه-ياسو» (徳川 家康).
ولد «تاكيدا شين-غن» (武田 信玄) سنة 1521 في قلعة «إتشيميزو ديرا»، كان الابن البكر لأبيه «تاكيدا نوبوتورا»، السيد على مقاطعة «كائي» (تقع اليوم في محافظة «ياماناشي»). سنة 1541 م وبعد توليه الحكم خلفا لأبيه، قام بإعادة سن القوانين والنظم، كان النجاح حليفه حينما استطاع أن يوفق بين تدبير الأمور المدنية والعسكرية في آن واحد. عم الأمن المقاطعة، كما أن النجاح الاقتصادي جعل منها الأغنى في اليابان. كان يعد ضمن حكومته أشخاصا تخصصوا في أمور الاقتصاد، كما قام بتكوين جيش من المحترفين النظاميين (كان الأول بين الزعماء الإقطاعيين في ذلك)، أنشأ بعدها نظاما قضائيا جديدا استمر العمل به لقرون عديدة في البلاد بعدها.
تمتع «شين-غن» بمهارات كبيرة في الأمور العسكرية والإستراتيجية. كان لا يحجم عن خوض المعارك الحاسمة حتى لو كلفه ذلك عناء السفر إلى مقاطعة أخرى بعيدة. استعمل كل الوسائل المتاحة أمامه لحسم النزاعات، بالقوة تارة وباللين (الدبلوماسية) تارة أخرى. كانت سيرته قد جعلت منه شخصا يحظى باحترام وتقدير الجميع في اليابان حتى بين خصومه.
على مدى 32 عاما الأخيرة كانت حياته مليئة بالحروب. تغلب على خصمه العنيد «أوئي-سوغي كن-شين» (上杉謙信) بعدما خاض الزعيمين 11 عامًا من المعارك المتواصلة (1553-1564 م). تلت هذه المرحلة مرحلة جديدة تقلبت فيها ولاءات «شين-غن» وتحالفاته، كان يعد بين خصومه الأقوياء «أودا نوبوناغا» (織田 信長) و«إيماغاوا يوشيموتو». أصبحت مقاطعته تتمتع باقتصاد قوى، حاول الزعماء الآخرون تقليده في ذلك. كان «تاكيدا شين-غن» يقول: «عليك أن تعرف كيف تستعمل الناس بقدراتهم وليس بشخصيتهم».

## علاقته المثلية مع كوساكا ماسانوبو
بدأ شنغن بعمر 22 عامًا علاقة حب حميمية بينه وبين أحد طلابه كوساكا ماسانوبو (16 عامًا). وكانت هذه العلاقات رائجة في اليابان ما قبل الحداثة، وهو تقليد يُعرف باسم شودو.
حتى الآن مازال ميثاق الحب الذي وقعه الاثنان محفوظًا في الأرشيف التاريخي لجامعة طوكيو، وفيه يتعهد شينجين بأنه لم يكن في علاقة جنسية مع شخص آخر قبل ذلك، وليس لديه أي نية للدخول في علاقة جنسية مع شخص آخر، ويؤكد أنه "بما أنني أريد أن أكون حميمًا معك" لن أقوم بأذى الصبي بأي حال من الأحوال، ويدعو الآلهة إلى أن تكون ضامنًا للوعد.

## آخر حكم تاكيدا والوفاة
بعد وفاته سنة 1573 م، لم تعمر الأمور طويلا بابنه وخليفته حتى تلقى هزيمة قاسية على يد «أودا نوبوناغا» (織田 信長) عام 1575 م في «مَعْرَكة نٌاغاشِينو» الشهيرة. كانت النتائج وخيمة جدا على عائلة الـ«تاكيدا»، وكان ذلك آخر وجود لهم بالسلطة، قام الزعيم الجديد بتصفية زعماء العائلة وأزال نفوذها في معقلها التقليدي.